# Korwie
Korwie (lit. Karvys) – wieś na Litwie, w okręgu wileńskim, rejonie wileńskim, w gminie Mejszagoła, nad jeziorem Korwie. 

## Opis
We wsi znajduje się neoromański kościół pw. św. Józefa Oblubieńca z 1864 r. Mieści się tu także Korwieńska Szkoła Podstawowa z polskim językiem nauczania. Na wschodnim obrzeżu osiedla przy jeziorze znajduje się wzgórze przez miejscowych zwane Gubernatorką (prawdopodobnie jest to nieznane bliżej nauce grodzisko z czasów pogańskich). Zobaczyć można tu także pozostałości dawnych drewnianych zabudowań dworskich.
Siedziba parafii św. Józefa w Korwiu.

## Historia
Brzegi jeziora Korwie zamieszkane były od czasów bardzo dawnych (jeszcze pogańskich). 
W roku 1664 majątek Korwie należał do generała artylerii W.K.L Kryszpina. Później majątek ten był kolejno własnością Odyńców, Późniaków, Toczyłowskich, Giedrojciów. 
Parafia korwieńska nie jest zbyt stara - utworzona została w 1790 r. staraniem dziedzica dworu korwieńskiego podkomorzego Józefa Toczyłowskiego. Ufundował on wówczas budowę świątyni pw. św. Józefa, wydzielił część swojego majątku na jej utrzymanie. W 1861 r. drewniany kościół spłonął od uderzenie pioruna. W 1864 staraniem proboszcza Fabiana Gosztowta zbudowano nowy istniejący do dziś murowany kościół (znaczne sumy na odbudowę przekazali ówcześni dziedzice Korwia - Giedrojciowie).
Po powstaniu styczniowym majątek Korwie został skonfiskowany przez władze rosyjskie (Witold Giedrojć wziął udział w powstaniu).
W 1910 r. w Korwiu działała szkoła początkowa. Wieś ucierpiała bardzo w czasie działań wojennych I wojny światowej (uszkodzeniu uległ m.in. kościół, spłonęła plebania). 
W dwudziestoleciu międzywojennym leżały w Polsce, w województwie wileńskim, w powiecie wileńsko-trockim, w gminie Mejszagoła. W 1931 miejscowość liczyła 169 mieszkańców, zamieszkałych w 25 budynkach. W okresie międzywojennym majątek Korwie wrócił w polskie ręce - był własnością rodziny Strumiłłów. W 1936 r. nieopodal dworu rozpoczęto budowę budynku szkoły początkowej (istnieje do dzisiaj). 
II wojna światowa i lata sowieckiej okupacji to okres kolejnych zniszczeń - następuje nacjonalizacja majątku Korwie (powstaje sowchoz), dwór zostaje rozebrany, natomiast budynki gospodarcze, których pozostałości można oglądać do dzisiaj ulegają stopniowej dewastacji.